# Меткатинон
Меткатино́н (эфедро́н, жарг. джефф) — стимулятор короткого действия, катинон, приготавливается кустарным способом из лекарственных веществ, содержащих эфедрин. Впервые синтезирован в 1915 году.

## Химические свойства
Химически чистый эфедрон обладает слабым характерным запахом. Меткатинон, получаемый в кустарных условиях путём окисления эфедрина или псевдоэфедрина сильными окислителями, обладает приторным запахом горького миндаля благодаря присутствию побочного продукта — бензальдегида.

## Получение
Катинон, как и меткатинон, может быть получен кустарным способом из фенилпропаноламина (норэфедрина). В качестве сырья обычно используются фармацевтические препараты «колдакт», «колдар», «эффект», основным компонентом которых является фенилпропаноламина гидрохлорид.
Метакатинон может быть получен из эфедрина путём окисления перманганатом калия.
Использование перманганата калия при самостоятельном приготовлении меткатинона может вызвать марганцевую энцефалопатию у потребителей. Неврологические нарушения при этом включают амиостатический синдром, подкорковую энцефалопатию, поражаются базальные ганглии головного мозга.

## Использование в немедицинских целях
Метакатинон встречается в России в виде бесцветного или светло-жёлтого раствора или бесцветных кристаллов. Неочищенный раствор может быть мутным. В США метакатинон чаще всего продается в виде белого кристаллического порошка с чистотой более 90 %.
В России меткатинон чаще всего употребляется внутривенно. В Соединённых Штатах его чаще всего употребляют перорально, вдыхают через нос или курят вместе марихуаной.

### Эффекты опьяняющих доз
Психическое действие выражается в повышении настроения с многоречивостью, чрезмерной общительностью и завышенной самооценкой. Мышление ускоряется, возникает ощущение необычной «ясности мыслей» и молниеносного принятия «оригинальных решений», появляется гипермнезия. Окружающее воспринимается «необычно ярким» и «сочным». Позже происходит сосредоточение на узком круге актуальных для данной личности вопросов с субъективно-позитивным их разрешением и чувством самоуверенной мудрости. Постепенно целенаправленность мыслей теряется и они замещаются потоком калейдоскопических представлений и фантазий при большой их произвольной и непроизвольной изменчивости. В это время наиболее остро проявляется гиперестезия к внешним раздражителям и «хрупкость» переживаний. В дальнейшем полёт воображения сменяется состоянием общего успокоения и расслабленности, после чего возникает потребность в какой-либо деятельности, которая может осуществляться достаточно целенаправленно и продуктивно, но может выражаться и в пустой полипрагмазии. Эйфорическое действие продолжается 2—3 часа, затем возникают психическая и физическая слабость, снижение настроения, сонливость, тоска, раздражительность; ощущается опустошённость с потребностью в отдыхе, уединении.

### Побочные реакции
Для опьянения характерна гиперсексуальность, усиление либидо и потенции.
Неврологические нарушения:
- мышечный тремор.
- мидриаз;
- спонтанный нистагм;
- ослабление реакции зрачков на свет;

Вегетативная симптоматика:
- бледность лица;
- повышение артериального давления;
- сухость слизистых;
- тахикардия;
- экстрасистолия.

### Зависимость
Длительное употребление мефедрона может привести к сильной зависимости. Симптомы зависимости включают сильное желание сделать инъекцию, усталость, беспокойство, чувство подавленности, эмоциональность, слезы, раздражительность и трудности с концентрацией внимания.
Существует мнение что патологическое влечение может начать формироваться уже после 2—15 инъекций.

## Дозировка
Разовая доза при внутривенной инъекции — 1,5—50 мл, суточная — 5—1000 мл.

## Передозировка
При передозировке может возникнуть эфедроновый параноид (стимуляторный психоз). Его характеризуют бред отношения, преследования, тревога или страх, слуховые галлюцинации, реже — тактильные или зрительные галлюцинации. Психоз длится 1—2 суток.

## Правовой статус
Данное вещество запрещено в большинстве стран. Незаконный оборот запрещен в США с 1990 года, а в Санкт-Петербурге — с 1982 года.
Эфедрон внесён в Список I (наркотические средства, психотропные вещества и их прекурсоры, оборот которых в Российской Федерации ограничен в соответствии с законодательством Российской Федерации и международными договорами Российской Федерации).